# Chrysopa bineura
Chrysopa bineura är en insektsart som beskrevs av Navás 1936. Chrysopa bineura ingår i släktet Chrysopa och familjen guldögonsländor. Inga underarter finns listade i Catalogue of Life.